# Puppy (Koons)
Il Puppy (in spagnolo Cachorro) è una scultura realizzata dall'artista americano Jeff Koons nel 1992. Rappresenta un cucciolo canino della razza West Highland White Terrier ed è costituito da una struttura in acciaio inossidabile ricoperta di piante e fiori. Si trova di fronte al Museo Guggenheim nella città di Bilbao, in Spagna.

## Storia
Koons non era tra i 44 artisti americani selezionati per esporre le sue opere alla Documenta IX nel 1992, ma gli fu commissionato di creare un pezzo per il vicino castello di Arolsen a Bad Arolsen, in Germania. Il risultato è stato Puppy, con 13 metri rappresenta la scultura di un cucciolo di West Highland White Terrier, coperta con una grande varietà di fiori (tra cui calendule, begonie, petunie e lobelie) su una sottostruttura in acciaio inox. Nel 1995, grazie a una collaborazione tra il Museum of Contemporary Art, il Kaldor Public Art Projects e il Sydney Festival, la scultura fu smantellata e ri-eretta al Museo di arte contemporanea sul porto di Sydney su una nuova struttura in acciaio inossidabile con un sistema di irrigazione interno per le piante. Mentre la scultura esposta a Arolsen contava 20 000 piante, la versione esposta a Sydney ne aveva circa 60 000.
La scultura è stata poi acquistata nel 1997 dalla Fondazione Solomon R. Guggenheim e installata sulla terrazza esterna del Museo Guggenheim di Bilbao. La scultura fu poi teatro di un tentativo di attentato dell'Euskadi Ta Askatasuna (ETA), in cui degli uomini travestiti da giardinieri tentarono di piantare vasi di fiori pieni di esplosivo vicino alla scultura, ma il tentativo fu sventato dall'ufficiale di polizia basco José María Aguirre, che fu poi fucilato dai membri dell'ETA. Nell'estate del 2000, la statua fu spostata a New York per una mostra temporanea al Rockefeller Center.
Il magnate dei media Peter Brant e sua moglie Stephanie Seymour commissionarono a Koons la creazione di una copia della statua di Bilbao, per la loro proprietà nel Connecticut, da collocare al Brant Foundation Art Study Centre.